# Anomalia de Kohn
Uma anomalia de Kohn é uma anomalia na relação de dispersão de um ramo de fônon em um metal. Para um vetor de onda específico, a frequência (e, portanto, a energia) do fônon associado é consideravelmente reduzida e há uma descontinuidade em sua derivada. Eles foram propostos pela primeira vez por Walter Kohn em 1959. Esses estados exóticos podem oferecer pistas sobre por que alguns materiais têm as propriedades eletrônicas que possuem. Muitos sistemas diferentes exibem anomalias de Kohn, incluindo grafeno, metais a granel e muitos sistemas de baixa dimensão (a razão envolve a condição {\textstyle \mathbf {q} =2\mathbf {k} _{\rm {F}}}, depende da topologia da superfície de Fermi). No entanto, é importante enfatizar que apenas materiais que mostram comportamento metálico podem exibir uma anomalia de Kohn, pois estamos lidando com aproximações que precisam de um gás de elétrons homogêneo.

## Materiais de baixa dimensão
Em casos extremos, em materiais de baixa dimensão, a energia desse fônon é zero, o que significa que uma distorção estática da rede aparece. Esta é uma explicação para ondas de densidade de carga em sólidos.Os vetores de onda nos quais uma anomalia de Kohn é possível são os vetores de nidificação da superfície de Fermi, ou seja, vetores que conectam muitos pontos da superfície de Fermi (para uma cadeia unidimensional de átomos, esse vetor seria {\textstyle 2k_{\rm {F}}}). A interação elétron-fônon causa uma mudança rígida da esfera de Fermi e uma falha na aproximação de Born-Oppenheimer, uma vez que os elétrons não seguem mais o movimento iônico adiabaticamente.